# Grauralle
Die Grauralle (Pardirallus sanguinolentus) ist eine Vogelart aus der Familie der Rallen (Rallidae), die Ecuador, Peru, Bolivien, Brasilien, Paraguay, Uruguay, Argentinien und Chile vorkommt. Der Bestand wird von der IUCN als potenziell gefährdet (Near Threatened) eingeschätzt.

## Merkmale
Die Grauralle erreicht ein Körpergewicht von bis zu 233 g bei einer Körperlänge von etwa 28 bis 39 cm. Sie ist etwas größer als die sympatrische Dunkelralle (Pardirallus nigricans). Der Kopf die Halsseiten und die gesamte Unterseite, die Flanken und der hintere Bereich des Bauches sind bleigrau. Die Oberseite, die Oberflügel und der Schwanz sind olivebraun mit dunkleren Flecken an den Schulterfedern, Schirmfedern, Hinterbauch und Bürzel. Die Iris, die Beine und die Füße sind rot. Der leicht gekrümmte Schnabel ist tief grün mit heller bläulicher Basis. Es besteht kein Geschlechtsdimorphismus. Jungtiere sind dunkelbrauner als erwachsene Vögel. Die Kehle und Bauch sind bräunlich gelb bis weißlich. Der Schnabel die Beine und Füße sind schwarz.

## Lautäußerungen
Die Lautäußerungen der Grauralle besteht aus einer Serie hoher, durchdringender, rollender Schreie, die wie rruit'i, pu-ruit oder huir klingt. Oft wird das im Duett von gleichzeitigen tiefen hu-Tönen begleitet. Ihre Rufe hören sich nach wiederholten gijip- oder wit-Tönen an. Sie singt sowohl am Tag als auch in der Nacht, wobei ein Lied oft wie ein Refrain klingt.

## Fortpflanzung
In Peru brütet die Grauralle im Oktober und Küken wurden im Januar beobachtet. In Chile ist die Brutsaison von Oktober bis Dezember. Im Südosten Brasiliens wurden Vögel im November in Brutstimmung beobachtet, in Argentinien von Oktober bis Dezember. Man sieht sie meist als Pärchen unterwegs. Das Nest ist spärlich aus trockenen Gräsern gebaut. Dieses wird auf dem Boden an Büschen, im Schilf und im hohen Gras, umgeben von Wasser, gebaut. Ein Gelege besteht aus vier bis sechs Eiern. Die Daunen der Küken sind dunkel braun.

## Verhalten und Ernährung
Sie ist vorwiegend dämmerungsaktiv, aber auch nachtaktiv bei der Futtersuche. Die Nahrung sucht sie in Sümpfen oder auf angrenzenden Feldern. Gelegentlich kann sie tagsüber bei der Nahrungssuche beobachtet werden. Bei der Futtersuche schwimmt auch manchmal. Die Ernährungsgewohnheiten der Grauralle ist wenig erforscht. Im Magen eines toten Tieres aus Chile fand man 65 Beutetiere. Dazu gehörten Muscheln aus der Gattung Chilina, Schnecken der Gattung Heleobia, Insekten der Art Naupactus xanthographus, Laufkäfer, Ameisen, Eigentliche Ohrwürmer (Forficulidae) und Spinnentiere. Der Anteil der Beutetiere in der Nahrung könnte von der Verfügbarkeit der Beutetiere in ihrem Lebensraum abhängen. Hierzu ist aber weitere Forschung erforderlich. Sie selbst wird gelegentlich Beute des Wüstenbussards (Parabuteo unicinctus).

## Verbreitung und Lebensraum

Verbreitungsgebiet (grün) der Grauralle

Die Grauralle bevorzugt Schilfsumpf, manchmal kleinflächig, insbesondere um schlammige Bäche und Teiche mit viel schwimmender Vegetation wie Hahnenfuß und Wassernabel. Lokal findet man sie auch im Uferdickicht, an bewässerten Flächen mit Luzernefeldern, an Gräben mit Binsenweiden und in kultivierten Teilen in halbtrockenen Tälern und Oasen in ariden Gebieten. Sie kann überall dort gefunden werden, wo es Wasser und ausreichende Vegetationsbedeckung gibt. Ihr Vorkommen ersteckt sich über Tieflandgebiete, lokal auch in Höhenlagen bis 2500 Meter und vereinzelt gar bis ca. 4000 Meter.

## Migration
Das Zugverhalten der Grauralle ist wenig erforscht, doch dürfte sie in einigen Gebiet ein Zugvogel sein. Die Vögel der Binnensümpfe der Südwestpampas ziehen im Winter vermutlich nach Norden, während die Vögel der Sümpfe an der Atlantikküste, wo Schutz und Temperaturen auch im Winter angemessen bleiben, sesshaft sind.

## Unterarten
Es sind folgende Unterarten bekannt:
- Pardirallus sanguinolentus simonsi Chubb, C, 1918[3] kommt im südlichen  Ecuador, im westlichen Peru und nördlichen Chile vor. Die Färbung wirkt mehr olivebraun, hat aber im Gegensatz zu P. s. landbecki Flecken. Die Unterseite wirkt  blasser.[1]
- Pardirallus sanguinolentus tschudii Chubb, C, 1919[4] ist in Peru und dem zentralen sowie südöstlichen Bolivien verbreitet. Die Unterseite ist blasser als in der Nominatform.[1]
- Pardirallus sanguinolentus zelebori (Pelzeln, 1865)[5] kommt im südöstlichen Brasilien vor. Sie ist die kleinste Unterart.[1]
- Pardirallus sanguinolentus sanguinolentus (Swainson, 1838)[6] ist im südöstlichen Brasilien über Paraguay, das nördliche Argentinie und Uruguay verbreitet.
- Pardirallus sanguinolentus landbecki (Hellmayr, 1932)[7] ist im zentralen Chile und südwestlichen Argentinien verbreitet. Hat wie P. s. luridus keine Flecken, ist aber kleiner. Die Färbung wirkt mehr olivebraun. Die Unterseite ist blasser[1]
- Pardirallus sanguinolentus luridus (Peale, 1849)[8] kommt im südlichen Chile und südlichen Argentinien vor. Sie ist die größte aller Unterarten und hat keine Flecken.[1]

## Etymologie und Forschungsgeschichte
Die Erstbeschreibung der Grauralle erfolgte 1838 durch William Swainson unter dem wissenschaftlichen Namen Rallus sanguinolentus. Als Verbreitungsgebiet gab er Brasilien und Chile an. 1856 führte Charles Lucien Jules Laurent Bonaparte die für die Wissenschaft neue Gattung Pardirallus ein. Der Begriff leitet sich von lateinisch pardus, pardi ‚Leopard‘ und vermulich dem Französischen Rasle, Râle für die Ralle ab. Der Artname sanguinolentus hat seinen Ursprung in lateinisch sanguinolentus, sanguis, sanguinis ‚blutig, Blut‘. Landbecki ist Christian Ludwig Landbeck (1807–1890) gewidmet, zelebori Johann Zelebor (1815–1869), tschudii Johann Jakob von Tschudi (1818–1889) und simonsi Perry Oveitt Simons (1869–1901). Schließlich bedeutet luridus lateinisch luridus, luror, luroris ‚blassgelb, grell, gespenstisch, gelblich, fahl‘. Alfred Laubmann hatte für sein Werk Die Vögel von Paraguay einen Balg, gesammelt von Gualterio Walter am Cerro Pelado, zur Verfügung. Fast alle seine genannten Quellen bezogen sich auf Ypacahá del pardo von Félix de Azara, mit Ausnahme eines von William Foster (1873–1915) bei Sapucai gesammelten Exemplars. Rallus ricordi Bonaparte, 1856, Rallus rytirhynchos Vieillot, 1819, Rallus setosus King, PP, 1828 und Limnopardalis vigilantis Sharpe, 1894 gelten heute alle als Synonyme. Eigentlich müsste Vieillots Name Priorität haben, doch laut Hellayer kann die Art basierend auf der Beschreibung nicht eindeutig identifiziert werden und stellt deshalb für ihn ein Nomen dubium dar.